# Andri Frischknecht
Pour les articles homonymes, voir Frischknecht.
Andri Frischknecht, né le 7 juillet 1994, est un coureur cycliste suisse spécialiste de VTT cross-country. Il est le fils de Thomas Frischknecht, médaille d'argent en VTT cross-country aux Jeux olympiques de 1996, et le petit-fils de Peter Frischknecht, vice champion du monde de cyclo-cross dans les années 1970.

## Palmarès

### Championnats du monde
- 2014
  -  Médaillé d'argent du relais (avec Filippo Colombo, Jolanda Neff et Nino Schurter)

### Coupe du monde
- Coupe du monde de cross-country espoirs
  - 2015 : 8e du classement général
  - 2016 : 7e du classement général

- Coupe du monde de cross-country
  - 2018 : 16e du classement général
  - 2019 : 21e du classement général
  - 2022 : 27e du classement général
  - 2024 : 32e du classement général

- Coupe du monde de cross-country short track
  - 2024 : 54e du classement général

### Championnats d'Europe
- 2015
  -  Médaillé d'argent du cross-country relais par équipe (avec Reto Indergand, Arnaud Hertling et Esther Süss)
- 2017 
  -  Champion d'Europe du relais mixte
- 2019
  -  Champion d'Europe du relais mixte (avec Joel Roth, Dario Lillo, Ramona Forchini et Sina Frei)
- 2022
  - 8e du cross-country